# 皮特·戴维森
彼得·迈克尔·戴维森（英語：Peter Michael Davidson，1993年11月16日—），昵称皮特·戴维森（英語：Pete Davidson），是一位美國喜劇演員。他在2014年至2022年間曾作為美國知名喜劇節目《週六夜現場》的固定班底之一。他也曾經在MTV的電視節目《Guy Code》、《Wild 'n Out》以及《Failosophy》出現過。曾經與知名歌手亞莉安娜·格蘭德交往並訂婚過。

## 早期生活
戴維森於1993年11月16日出生在紐約市的史泰登島。他的父親為猶太人後裔，母親則為愛爾蘭祖籍。戴維森從小即信仰天主教。他有一位妹妹叫做Casey。他的父親是紐約市消防局消防員史考特·馬修·戴維森，參加911恐怖襲擊的救災行動時，於世界貿易中心萬豪酒店喪生。戴維森當時7歲。
戴維森第一次嘗試單人喜劇是在16歲時被朋友慫恿上台。戴維森在17歲時經診斷出克隆氏症。

## 爭議

### 天主教會評論
戴維森在《週六夜現場》中將天主教會與被指控為戀童癖的藝人R·凱利進行比較後，天主教布魯克林教區在2019年3月要求他道歉。戴維森在描述中說：「凱利是個怪物，他應該一世入獄。但是，如果您支持天主教會，這與成為R·凱利的粉絲一樣嗎？除了他的音樂相當好聽以外，我看不出有什麼分別。」天主教會在其網站上發表的聲明中批評「可恥而無禮的小品」，並進一步認為：「我們教會的信徒對這些新聞和娛樂界中的騷擾感到厭惡。這個描述冒犯了數百萬的人。沒有任何用處地嘲笑教會歷史上這一艱難時期。」

### 丹·克倫肖評論
戴維森嘲笑過共和黨國會候選人丹·克倫肖的眼罩，克倫肖曾在阿富汗擔任美國海豹突擊隊隊員時受傷而要戴上眼罩。戴維森將克倫肖比作「一部色情電影中的殺手」，並補充說：「對不起，我知道他在戰爭中失去了一顆眼睛，諸如此類吧。」
為了回應公眾對這些評論的憤怒，克倫肖在接著的週六於《週六夜現場》的「週末更新」環節中出現在戴維森旁邊。戴維森向克倫肖道歉，並表示：「從我的心底裡是認真的，選錯了字眼......這個人是戰爭英雄，他應該得到全球的尊重。」克倫肖接受戴維森的道歉，並呼籲美國人「永遠不要忘記」退伍軍人的服役和犧牲。克倫肖還向戴維森的父親表示敬意，他父親是在911恐怖襲擊中喪生的消防員。克倫肖和其他人推測，這個玩笑和隨後的事件可能有助於克倫肖在2018年中期選舉中贏得德薩斯州第二屆國會選區。

## 外部連結
- 皮特·戴维森在互联网电影资料库（IMDb）上的資料（英文）